# Каталитическое дегидрирование изобутана
Каталитическое дегидрирование изобутана — процесс отщепления водорода от молекулы изобутана (метилпропана) под действием катализатора , приводящий к получению изобутилена — ненасыщенного углеводорода, применяемого в синтезе бутилкаучука, МТБЭ и других веществ. 
В технологии для осуществления этого процесса применяют 2 вида реакторов:
- с псевдоожиженным слоем катализатора(Cr2O3)
- со стационарным слоем катализатора (Pt)

Выход изобутилена на пропущенный изобутан составляет около 40%. 
Процесс происходит по реакции: